# 莫雷諾

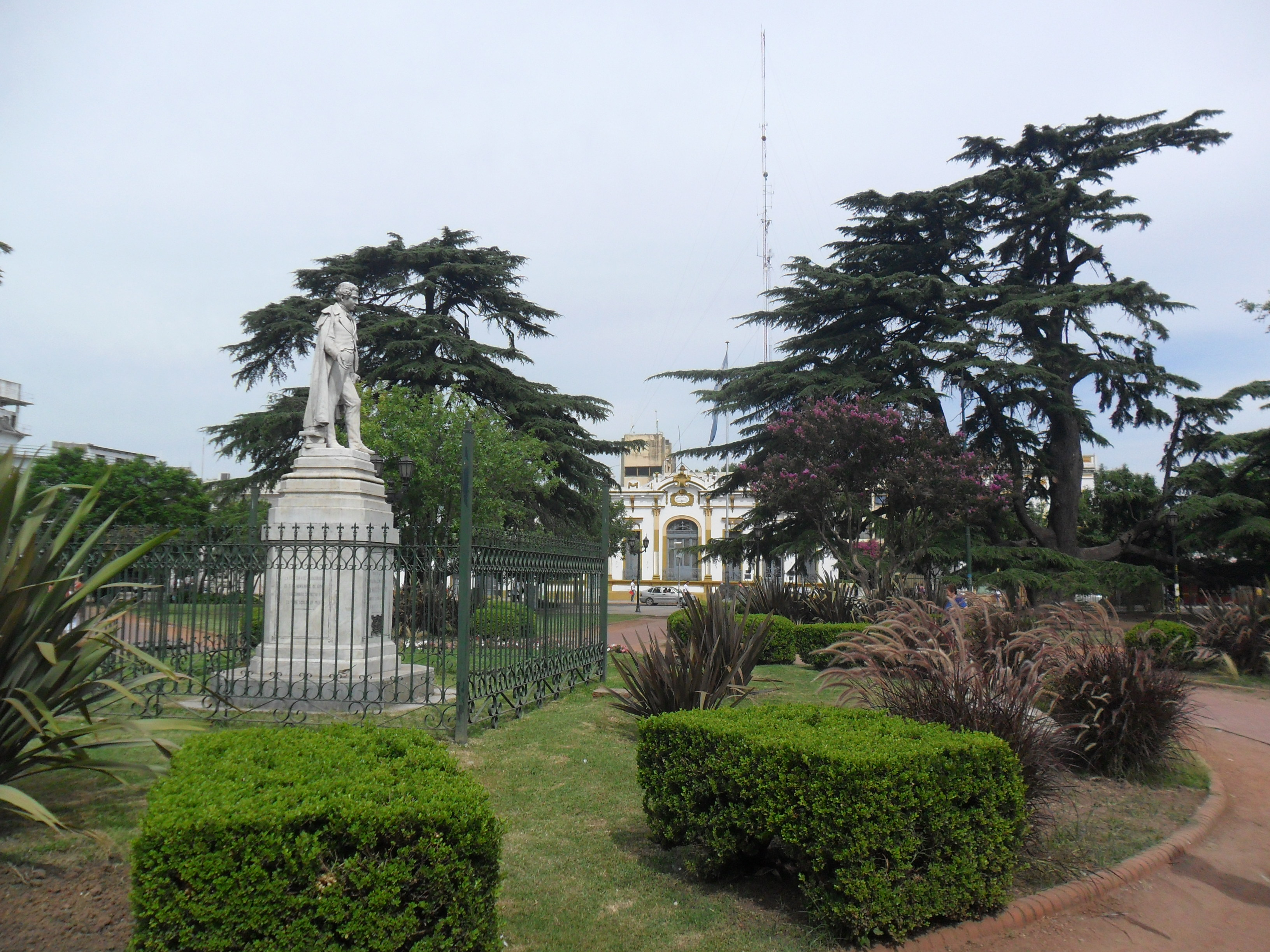
莫雷諾

莫雷諾是阿根廷的城市，位於該國西部，由布宜諾斯艾利斯省負責管轄，距離首都布宜諾斯艾利斯約36公里，始建於1864年10月25日，海拔高度14米，2001年人口148,290。

## 外部連結
- （西班牙文） Municipal website

34°39′04″S 58°47′24″W / 34.65111°S 58.79000°W